# جزیره (فیلم ۱۹۸۹)
جزیره (انگلیسی: Island) فیلمی استرالیایی به کارگردانی پل کاکس است که در سال ۱۹۸۹ منتشر شد. از بازیگران این فیلم می‌توان به ایرنه پاپاس، ایو سیتا، آنوجا ویراسینگهه و کریس هیوود اشاره کرد.